# ボゴタ・サバナ
ボゴタ・サバナ（Sabana de Bogotá）は、コロンビアの首都ボゴタの北に広がるサバナ (植生)。標高が高いため「高原サバナ」に分類される。面積は東京都の約2倍である。地形は比較的平坦で湿地が点在する。主要河川はボゴタ川で水の流れは南向きである。標高は約2,600mで周囲を3,000m級の山々に囲まれている。水捌けが悪く塩分が堆積して岩塩層を形成している。北東部にあるトミネ湖は1967年完成のダムにより形成された貯水池である。
スペイン人の到来以前は先住民ムイスカ人の居住域だった。塩の生産は彼らの主要産業であり、シパキラの岩塩坑にその名残を見ることができる。1538年のボゴタ入植開始以降、人口は緩やかに増加していたが、20世紀初頭から爆発的に増加し現在は1,000万人を超えている。このためインフラの整備が追い付かず、南部のボゴタ都市圏では水質汚染が深刻となっている。かつてはオジロジカやメガネグマなどの大型野生動物が生息していたが、現在は自然保護区でのみ見ることができる。

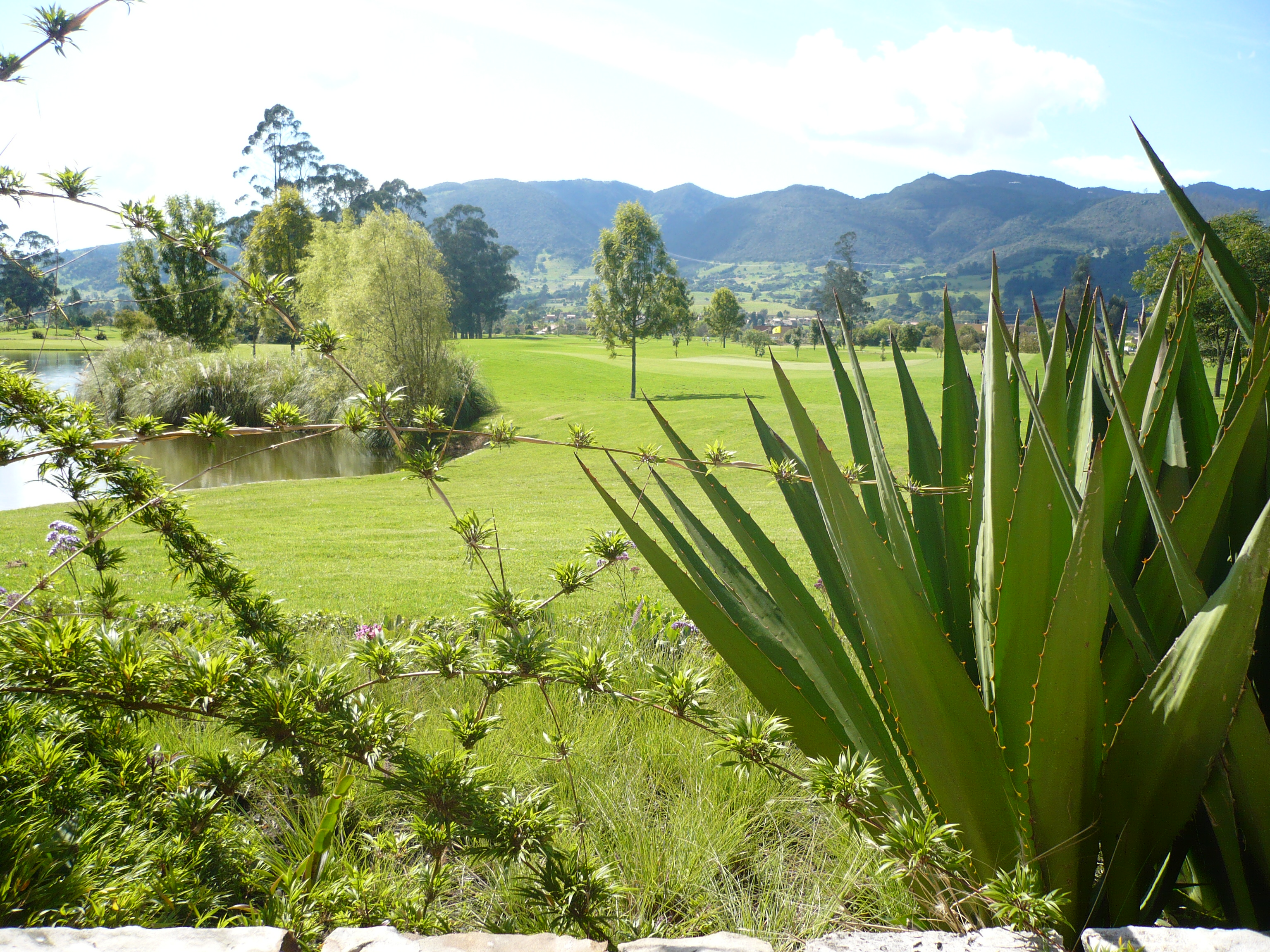
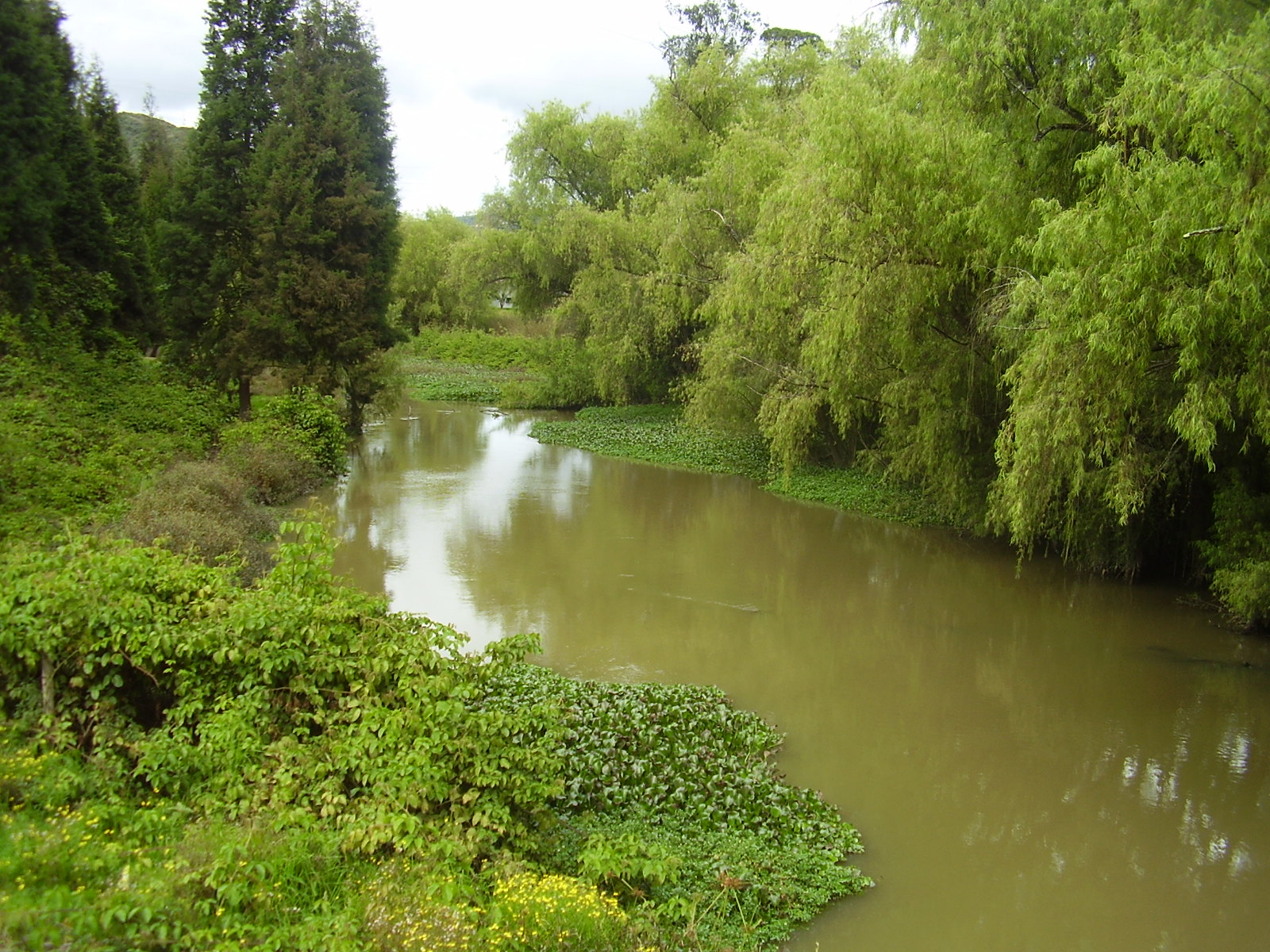
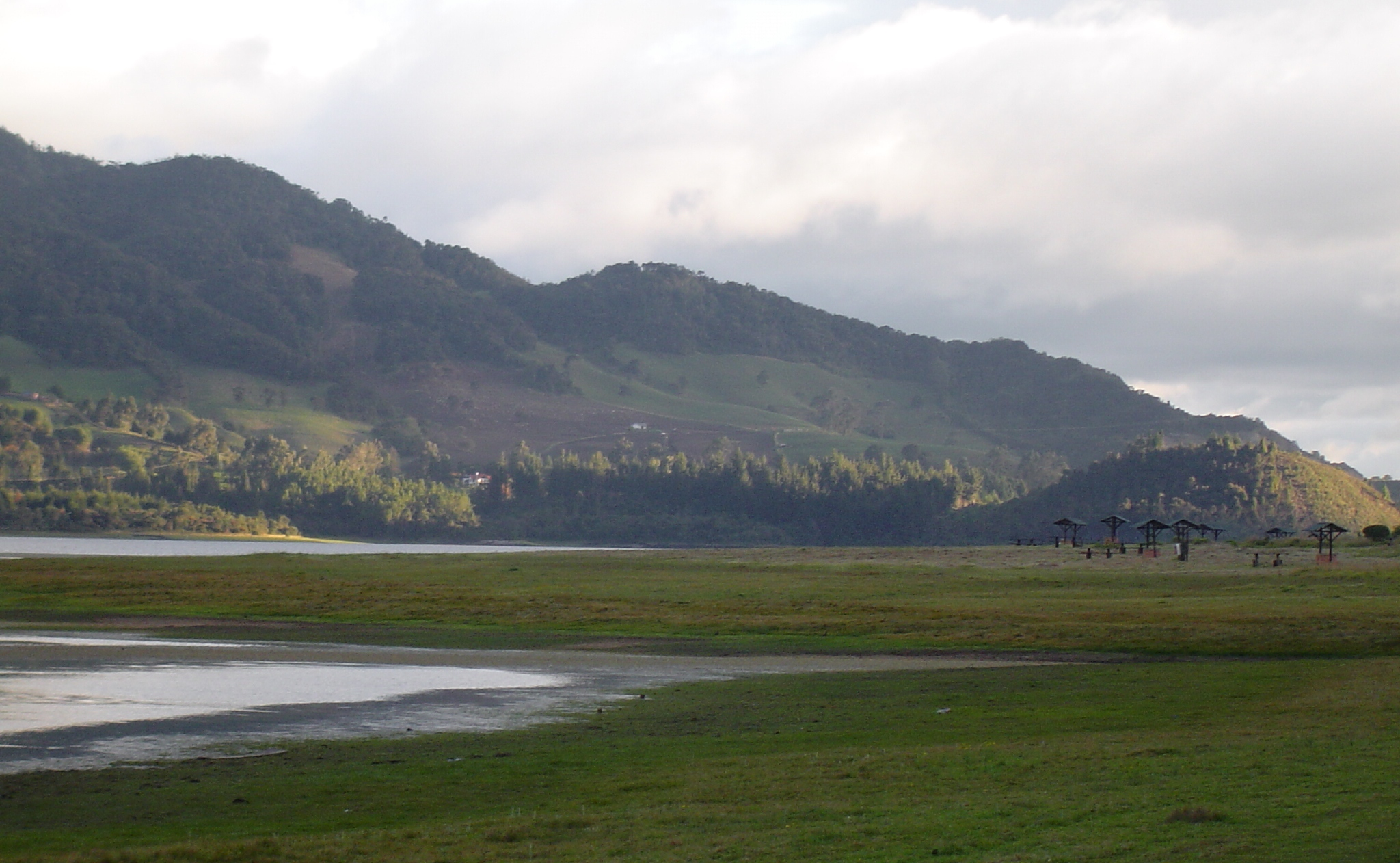